# Exilisia diegoi
Exilisia diegoi är en fjärilsart som beskrevs av De Toulgoët 1956. Exilisia diegoi ingår i släktet Exilisia och familjen björnspinnare. Inga underarter finns listade i Catalogue of Life.